# Charlotte Mendelson
Charlotte Mendelson (geboren 1972 in London) ist eine britische Schriftstellerin.

## Leben
Mendelsons Großeltern mütterlicherseits waren ungarische Juden aus Ruthenien, die 1939 aus der Tschechoslowakei nach England flüchten konnten, ihr Vater stammt aus Lettland. Mendelson wuchs in Oxford auf, wo ihr Vater als Jurist am St John’s College unterrichtete. Sie besuchte die King’s School in Canterbury und studierte Geschichte an der Universität Oxford.
Ihre erste Kurzgeschichte Blood Sugar wurde von Craig Raine lektoriert und erschien 1998 in einer Anthologie, ihr erster Roman erschien 2001. Sie erhielt 2003 für ihren zweiten Roman Daughters of Jerusalem den John Llewellyn Rhys Prize und 2004 den Somerset Maugham Award. Die Buchhandelskette Waterstone’s kürte sie 2007 unter die 25 Authors for the Future. Ihr Roman Almost English kam 2013 auf die Longlist für den Man Booker Prize.
Mendelson schreibt regelmäßig für TLS, The Guardian, The Independent und The Observer. Sie arbeitet als Lektorin für den Verlag Headline Review. Mendelson lebt mit ihren zwei Kindern und der Journalistin Joanna Briscoe in London.

## Werke (Auswahl)
- Wife. Mantle, 2024
- The Exhibitionist. Pan MacMillan, 2022
- Rhapsody in green. Kyle Books, 2016
- Almost English. London : Mantle, 2013.
- When we were bad. London : Picador, 2007
  - Meschugge.  Aus dem Engl. von Barbara Schaden. Zürich : Atrium-Verl., 2008
- Daughters of Jerusalem. London : Picador, 2003
- Love in Idleness. London : Picador, 2001